# Glossotrophia ochrearia
Glossotrophia ochrearia là một loài bướm đêm trong họ Geometridae.